# 이훈 (마술사)
이훈(1991년 3월 3일 ~)은 대한민국의 마술사다.

## 방송
- 코리아 갓 탤런트 1 (2011) - Top10

## 공연
- 이은결 사단의 팝매직 콘서트 ESCAPE (2011)
- 이은결사단 이스케이프 매직콘서트 (2013)